# Toroca
Toroca es una comunidad del municipio de Ravelo, provincia de Chayanta, departamento de Potosí, Bolivia.
Esta comunidad anteriormente era un centro de reuniones de hacendados de la zona, siendo muy visitada por los patrones hasta la época de la Revolución de 1952, liderada por Víctor Paz Estenssoro y Hernán Siles Zuazo.
Toroca es conocida como la única población de norte de Potosí o el norte de Chuquisaca que mantiene su nombre desde la época colonial. Fue también la hacienda de la teniente coronel Juana Azurduy de Padilla, y fue en este lugar que conoció a Manuel Ascencio Padilla, con quien se casaría, y de donde partirían para iniciar las guerrillas en Chuquisaca.
Actualmente Toroca se encuentra en decadencia, aunque la zona tiene potencial para la producción minera de yeso. Los alrededores producen trigo maíz papa, principalmente, al tratarse de un valle alto.